# 選區
選區（英語：Electoral district），即「選舉區」的簡稱，是在選舉時，投票制度組織劃分選民投票轉換成議席的單位，實際上不單單以地區形式出現。除了考量地區或人口分布的「區域代表制」（Geographical Representation）之外，另有從職業團體選出的「職業代表制」（Professional Representation），選區劃分的選民基礎也有所不同。

## 劃分方式

### 以人劃分
世界各地因應不同政治地位而劃分的席位
- 職業代表制：
  - 香港立法會所使用的30席功能界別及40席選舉委員會
  - 澳門立法會所使用的間接選舉議席
  - 中華人民共和國為解放軍和武警部隊所設的全國人民代表大會解放軍和武警部隊代表團
  - 中華民國1947年中華民國國民大會代表選舉的職業團體代表。
- 法國三級會議或階級會議
- 民族劃分：中華民國立法院的平地原住民選舉區及山地原住民選舉區
- 宗教劃分：伊朗議會宗教少數派保留席位
- 保障席位：部分立法機構為僑民設有特定席位，反映僑民的民意

### 以地劃分
如果選區被劃分得歪七扭八，代表可能不當劃分，而出現傑利蠑螈現象。
- 小選區制，又稱單一選區制
  - 劃分方式詳細程度以較小的基層行政區為主，常見於國家議會等級的選舉，例如日本東京都有25個眾議員。
  - 選區劃分通常較詳細，例如前述的其中世田谷區大部分位於第6區，少部分位於第5區。

- 複數選區制
  - 劃分方式以較多的基層行政區為主，常見於地方議會等級的選舉，例如日本東京都議會有127個議員，大多為複數選區。
  - 選區劃分相對較簡單，例如前述議會中其中世田谷區以全區為單位，選出8位議員。